# Austrorhytida
Austrorhytida is een geslacht van weekdieren uit de klasse van de Gastropoda (slakken).

## Soorten
- Austrorhytida capillacea (Férussac, 1832)